# EyeWire

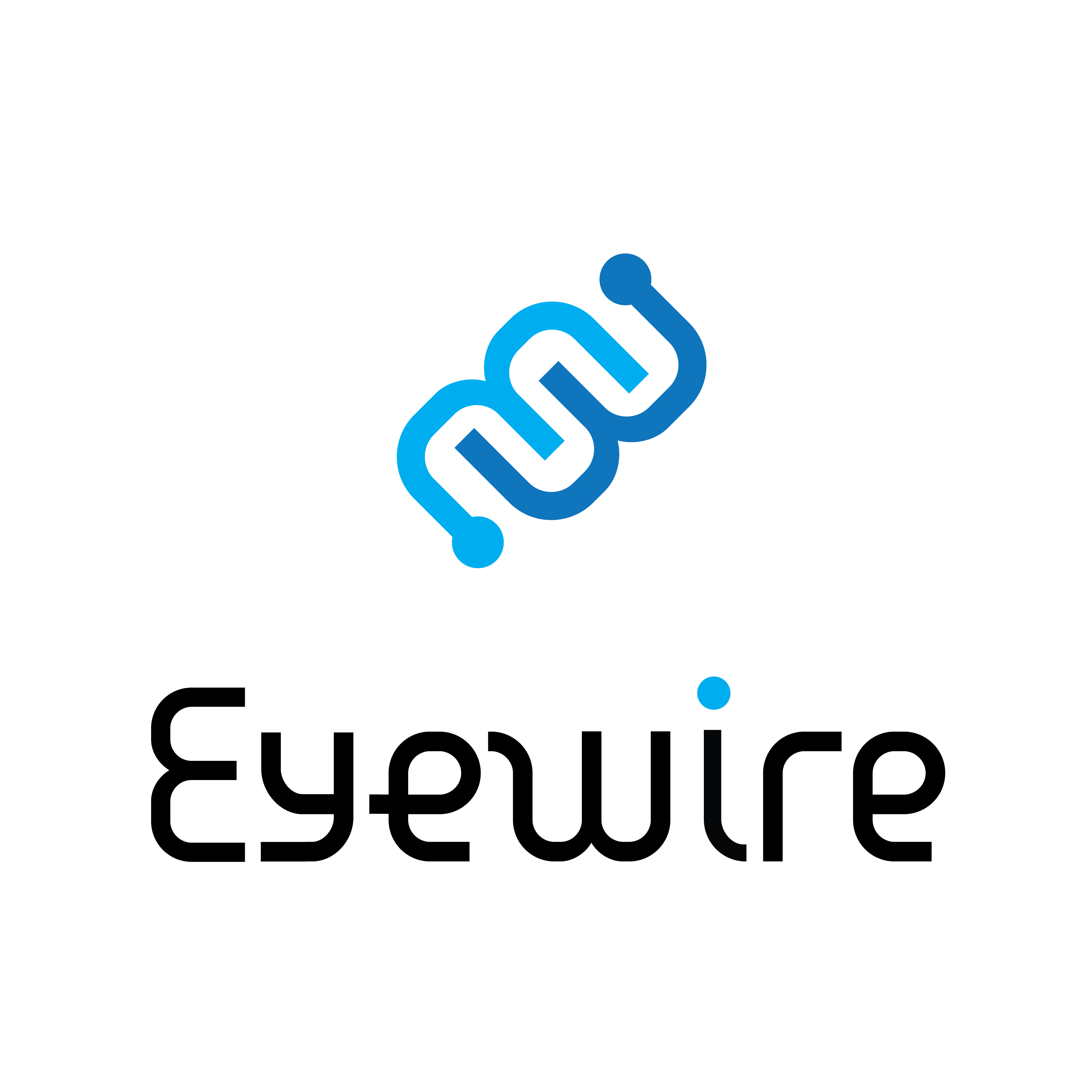
Az EyeWire projekt logója.

Az EyeWire online közösségi tudományos számítógépes játék, melyben a retina neuronjait lehet feltérképezni. A portál 2012. december 10-én indult és mostanra 60000 játékos játssza 100 országból. A játék a MIT projektje, az adatokat Dr. Sebastian Seung vezetésével a Max Planck Intézet szolgáltatja.

## A játék célja
A játék célja specifikus sejttípusokra bukkanni a retina nagyobb neuroncsoportjain belül, és felderíteni a retina neuronjai közötti kapcsolatot. Ez segít majd megérteni a látás működését. Az EyeWire egy nagyobb próbálkozás része, melynek neve WiredDifferently, és melynek célja annak bizonyítása, hogy az ember egyénisége azon múlik, milyen módon kapcsolódnak neuronjai.
- Az első azonnali cél a retinaneuronok háromdimenziós szerkezetének felépítése kétdimenziós elektronmikroszkópos képekből.[7]

- Másodlagos cél a szinapszisok felismerése, hogy érthetővé váljék, hogyan kapcsolódnak egymáshoz a neuronok.

- A végleges cél a neuronok kapcsolódása és működése közötti összefüggés feltárása.

## Módszerek
Minden egyes neuron aktivitását a retina egy 350x300x60 μm³-es blokkjában határozták meg két-foton mikroszkópiával. Ugyanekkora retinadarabokat megfestettek, hogy láthatóvá váljon a sejtmembrán. A mikrotómos szeletelés után elektronmikroszkóppal vizsgálták az egyes blokkszeleteket. Az eljárást a kutatók fejlesztették ki és a serial block-face electronmikroszkópia nevet adták neki. Az eljárást követően a kutatók kiválasztanak egy neuront úgy, hogy ezt előzőleg egy mesterséges intelligencia próbálta nyomon követni a kétdimenziós szeletek segítségével. A program ezután egy tetszőleges térfogatú kockát jelenít meg a játékos számára, melyben az előbb kiválasztott neuron egy része található.

## Játékszabályok
A játékos dolga, hogy kiszínezze azokat a területeket, amiket a mesterséges intelligencia kihagyott, ezzel kiegészítve a neuron alakját. Egyes javítások csak mélyedéseket töltenek ki, míg mások új nyúlványokat adhatnak a neuronhoz. A képernyő bal oldalán látható a neurondarab háromdimenziós képe a kiválasztott kockában. A játékos le- és felgörgethet a kétdimenziós szeletek között. A játékos a hézagokra kattintva színezheti ki őket. Azok egyből megjelennek a háromdimenziós modellen, mivel a mesterséges intelligencia kipótolja a hézaghoz tartozó többi szeleten található üres tereket. Mikor a játékos úgy gondolja, hogy végzett az adott kockával, beküldi a munkáját, és véletlenszerűen egy következő kockát kap a neuron egy újabb darabjával.

## Pontozás
Minden kockát öt különböző játékos vizsgál át és az elfogadott alak az lesz, melyet a legtöbb játékos küld be. Bármely új nyúlvány új lehetséges kockák megnyitását feltételezi. Az alkalmazás béta verziójában a játékosok annak alapján kapnak pontokat, hogy mennyire egyezik meg munkájuk az előző játékosok munkájával és hogy a neuron mekkora részét fedezték fel újonnan.

## Díjak
- Az EyeWire 2013. március 26-án megnyerte a Biovision World Life Sciences fórum Catalyzer díját.

- 2013. március 27. Citizen Scientist díj article[halott link]

## Fordítás
Ez a szócikk részben vagy egészben  az   EyeWire című angol Wikipédia-szócikk ezen változatának fordításán alapul.  Az eredeti cikk szerkesztőit annak laptörténete sorolja fel. Ez a jelzés csupán a megfogalmazás eredetét és a szerzői jogokat jelzi, nem szolgál a cikkben szereplő információk forrásmegjelöléseként.